# Iberodorcadion aries
Iberodorcadion aries es una especie de escarabajo longicornio de la subfamilia Lamiinae. Fue descrita científicamente por Tomé & Berger en 1999.
Se distribuye por España. Mide 11,5-11,6 milímetros de longitud. El período de vuelo ocurre en los meses de marzo, abril y mayo.